# Beatrice Ohanessian
Beatrice Ohanessian (Bagdad, 1927. március 15. – Bloomington, 2008. július 17.) iraki örmény zongoraművész, Irak első koncertzongoristája és első női zeneszerzője.

## Élete

### Családja és tanulmányai
Jómódú örmény családban született Bagdadban. Apja Perzsiában született, Indiában dolgozott a britek számára, majd Bagdadban telepedett le. Anyja és két nagybátyja árván maradtak az örmény népirtás következtében. Mindkét szülő bátorította a zenetanulásra. Ohanessian beiratkozott a Szépművészeti Intézetbe és dicsérettel végzett zongoraszakon. Ezt követően román zongoratanárának, Julien Hertznek az asszisztense lett. Az iraki kormány ösztöndíjával a londoni Royal Academy of Musicon folytatta tanulmányait Max Pirani irányításával. Négy évvel később megszerezte diplomáját zongora és pedagógia szakon, illetve ének szakon. Fulbright-ösztöndíjasként a New York-i Juilliard Schoolban tanult, és a Carnegie Hallban debütált. Az 1958-as iraki államcsíny miatt az ösztöndíját egy évvel meghosszabbították.

### Hazatérés Irakba
Amíg az Egyesült Államokban tartózkodott, meglátogatta Minnesotában élő fivérét és annak feleségét, akik bátorították, hogy maradjon Amerikában. Ohanessian azonban úgy érezte, hogy vissza kell térnie Irakba. Bagdadban a Szépművészeti Intézet zongora tanszékének vezetőjévé nevezték ki. A nyári szünetek alatt különböző országokban tartott zenei szemináriumokat. 1961-től kezdve harminc éven át az Iraki Nemzeti Szimfonikus Zenekar első zongoristája volt. 1969 és 1972 között párhuzamosan tanított a Minnesotai Egyetemen és a Macalester College-ban. 1980-ban, az irak–iráni háború idején szerezte az első nyugati stílusú iraki zeneművet. Munkája felkeltette az iraki hatóságok, köztük Szaddám Huszein elnök figyelmét. Amikor megkérdezték, hogy milyen jutalmat szeretne, egy jobb zongorát kért. Egy Steinway zongorát kapott ajándékba, ami halála után a minnesotai Schubert Clubba került.

### Életének későbbi szakasza és halála
1994-ben az Amerikai Egyesült Államokba költözött, és Minneapolis–Saint Paulban telepedett le. Ismét a Minnesotai Egyetemen és a Macalester College-ban tanított, valamint a minnesotai Szent Tamás Egyetemen is. A Saint Paul-i Szent Szahag örmény apostoli templom orgonistájaként tevékenykedett. Rákban halt meg 2008. július 17-én, 81 éves korában.

## Fordítás
Ez a szócikk részben vagy egészben  a   Beatrice Ohanessian című angol Wikipédia-szócikk ezen változatának fordításán alapul.  Az eredeti cikk szerkesztőit annak laptörténete sorolja fel. Ez a jelzés csupán a megfogalmazás eredetét és a szerzői jogokat jelzi, nem szolgál a cikkben szereplő információk forrásmegjelöléseként.